# Adolf Dennig
Adolf Dennig (* 23. November 1858 in Pforzheim; † 1930 in Lübeck) war ein deutscher Internist.

## Leben
Dennig studierte an der Eberhard Karls Universität Tübingen, der Friedrich-Wilhelms-Universität zu Berlin und der Christian-Albrechts-Universität zu Kiel Medizin. 1881 wurde er im Corps Borussia Tübingen recipiert. Ein Gleichzeitiger war Felix Czolbe. 1886 wurde Dennig in Tübingen zum Dr. med. promoviert. 1891 habilitierte er sich dort für Innere Medizin. 1896 erfolgte seine Ernennung zum apl. Professor. 1910 war er in Stuttgart als Spezialarzt für innere Krankheiten niedergelassen. Als Professor für Innere Medizin arbeitete er auf dem Gebiet des Stoffwechsels und der Stoffwechselkrankheiten.

## Schriften
- Über septische Erkrankungen mit besonderer Berücksichtigung der kryptogenetischen Septicopyämie, Vogel, Leipzig, 1891
- Über die Tuberculose im Kindesalter, Vogel, Leipzig, 1896
- Die Bedeutung der Wasserzufuhr für den Stoffwechsel und die Ernährung des Menschen, Leipzig, 1898
- Die Diagnose der Herzklappenfehler in schematischer Uebersicht, Tübingen, 1903 (Text und Tafeln)
- Hygiene des Stoffwechsels und die Stoffwechselkrankheiten (Fettsucht, Zuckerkrankheiten, Gicht, Rachitis usw.), Ernst Heinrich Moritz, Stuttgart, 1919, 2. erweiterte und verbesserte Auflage (Band 21 der Bücherei der Gesundheitspflege)